# Анюта (опера)
«Анюта» ― одноактная комедийная опера на либретто Михаила Попова. Одна из первых опер, написанных на русском языке. Премьера состоялась в 1772 году.

## История написания и постановки
Сборник стихов, переводов художественных произведений из европейской литературы и пьес Михаила Попова под названием «Досуги» издан по просьбе императрицы Екатерины II. В этом собрании также находилось либретто к опере «Анюта». 
Музыка к опере до наших дней не сохранилась, а её композитор неизвестен, хотя исследователи иногда  приписывают авторство Василию Пашкевичу или даже Евстигнею Фомину, хотя тому на момент первой постановки было всего одиннадцать лет. Тем не менее известно, что музыка представляла собой подборку популярных песен, как это указывается в либретто. 
Премьера оперы состоялась в Китайском театре в Царском Селе 6 сентября [26 августа] 1772 года. Опера снискала большую популярность и была одним из самых успешных представлений своего времени в России.

## Сюжет
В опере повествуется о девушке по имени Анюта, воспитанной в крестьянском доме, которая по ходу сюжета открывает своё благородное происхождение и в конце концов выходит замуж за своего любимого барина Виктора под звуки свадебных колоколов. 